# Winnica (Elbląg)
Winnica – jedna z mniejszych dzielnic miasta Elbląg.
Etymologia jej nazwy wywodzi się od winorośli uprawianej w tej okolicy przed wojną. 
Wieś komornictwa zewnętrznego Elbląga w XVII i XVIII wieku.
Dzielnica położona jest na wzgórzu, jej północną granicę wyznacza ul. Podchorążych, wschodnią ul. Wyżynna, zachodnią ul. Kościuszki i południową ul. Bema. 
Zabudowę stanowią przede wszystkim domy jednorodzinne i przedwojenne, niskie domy wielorodzinne. W Winnicy przed wojną i w okresie PRL znajdowały się garnizony wojskowe, co ma odzwierciedlenie w nazewnictwie ulic (Saperów, Piechoty, Podchorążych, Garnizonowa, Czołgistów). Niedaleko Winnicy położone jest sąsiednie wzgórze, zwane "Gęsią Górą" (przed wojną Wzgórze Ludendorffa), na której znajdowało się mauzoleum poległych żołnierzy Garnizonu Elbląg.
Dzielnica ta może być uznawana za najważniejszy punkt na oświatowej mapie Elbląga. To tutaj znajduje się tzw. "miasteczko szkolne" z następującymi szkołami:
- Szkoła Policealna im. Jadwigi Romanowskiej (tzw. "Medyk")
- Zespół Szkół Pijarskich Szkoła Podstawowa, Gimnazjum i Liceum Ogólnokształcące im. Św. Mikołaja

Poza "miasteczkiem szkolnym" w Winnicy lub w bezpośrednim jej sąsiedztwie znajdują się także:
- Zespół Szkół Ekonomicznych i Ogólnokształcących im. Flagi Polski (wcześniej Zespół Szkół Ekonomicznych im Oskara Lange)
- Zespół Szkół Mechanicznych
- Szkoła Podstawowa nr 25 im. Janusza Kusocińskiego (wcześniej Zespół Szkół nr 2. W Elblągu wraz z Gimnazjum nr 10)
- Bursa szkolna nr 1.
- Parafia św. Floriana w Elblągu
- Budynek kościoła baptystów

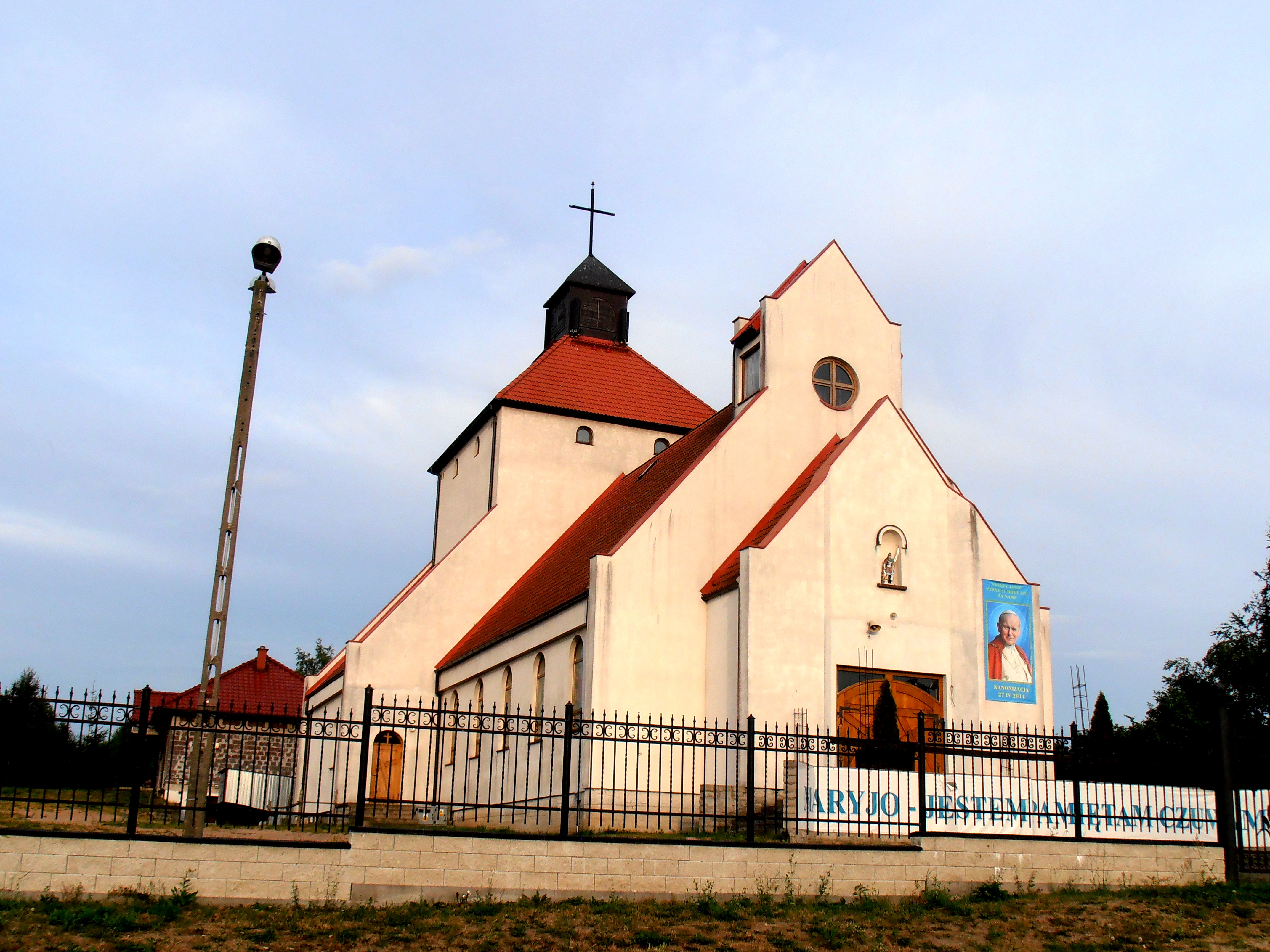

Na obszarze dzielnicy mieszczą się siedziby urzędów i instytucji publicznych:
- Starostwo Powiatowe
- Powiatowy Urząd Pracy